# Glochidion impuber
Glochidion impuber là một loài thực vật có hoa trong họ Diệp hạ châu. Loài này được (Roxb.) Govaerts mô tả khoa học đầu tiên năm 2000.